# Comuna Lîstvîn, Ovruci
Lîstvîn (în ucraineană Листвинська сільська рада) este o comună în raionul Ovruci, regiunea Jîtomîr, Ucraina, formată din satele Koșecikî, Lîstvîn (reședința) și Rokîtne.

## Demografie
Componența lingvistică a comunei Lîstvîn
     Ucraineană (99,4%)
     Alte limbi (0,54%)
Conform recensământului din 2001, majoritatea populației comunei Lîstvîn era vorbitoare de ucraineană (99,4%), existând în minoritate și vorbitori de alte limbi.